# Veikko Aleksanteri Heiskanen
Veikko Aleksanteri Heiskanen (1894 – 1971) foi um famoso geodesista finlandês, muito conhecido pelo refinamento da teoria de isostasia por George Airy e pelos seus estudos do geoide global.
- 1931-1949 Professor de Geodesia, Universidade Tecnológica de Helsínquia
- 1933-1936 Membro do Parlamento Finlandês
- 1949-1961 Diretor, Instituto Geodésico Finlandês
- 1951-1961 Professor pesquisador, Universidade do Estado de Ohio